# Memoria WOM

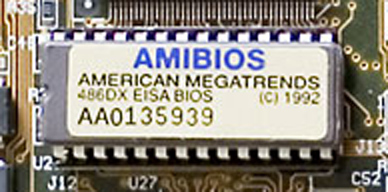
Memoria ROM conteniendo la BIOS de una vieja tarjeta madre.

La memoria de solo escritura, conocida también como WOM (acrónimo en inglés de write-only memory), es un medio de almacenamiento utilizable en ordenadores y dispositivos electrónicos, que permite solo la escritura de la información y no su lectura, independientemente de la presencia o no de una fuente de energía.

## Características
Se trata de una memoria de semiconductor en la que se puede escribir, pero no se puede leer. Este tipo de memorias tienen una funcionalidad inversa a las ROM Read Only Memory, o memorias de sólo lectura.
Las memorias WOM son completamente inútiles: si sólo permiten la escritura, por definición, jamás podrían ser leídas, y por lo tanto los datos que graben en ellas se perderán para siempre.
A pesar de su absoluta inutilidad llegaron a estar incluidas en el catálogo oficial de productos de la empresa Signetics: uno de sus ingenieros, harto de la burocracia inherente a los procesos de aprobación, envió los datos técnicos de su WOM a sus aprobadores, llegando a entrar en la cadena de producción.
La hoja técnica incluía gráficos completamente ajenos a la materia ("capacidad en bits vs. temperatura"; "Iff vs. Vff"; "número de pins sobrantes vs. número de inserciones"; "gráfico de compradores que pagan despacio vs. precio de venta", etc.) al tiempo que describía sistemas de enfriamiento basados en ventiladores de más de 6 pies (unos 2 metros) y otras descripciones parecidas. Su utilización, según la empresa, estaba especialmente indicada para:
- Memorias post mortem (sistemas de misiles).
- Sistemas FINO, First-In Never-Out, (primero en entrar, nunca en salir, por comparación con FIFO First-In First-Out o primero en entrar, primero en salir).
- Buffers sin importancia.

Signetics se dio cuenta de la burla cuando empezaron a llegar peticiones de precios por parte de clientes reales. La empresa publicó un nuevo catálogo corregido y solicitó la devolución de los "defectuosos". 
Posteriormente, el 1 de abril de 1972 (día de los inocentes anglosajón), publicó un anuncio a doble página en la revista "Electronics", continuando la broma.
El manual del Apple IIe, un modelo que se puso en venta en 1983, incluía en sus últimas páginas un glosario describiendo la memoria WOM.